# Éric LeMarque
Pour les articles homonymes, voir Lemarque.
Éric Lemarque (1er juillet 1969 à West Hills, Californie, États-Unis) est un joueur franco-américain de hockey sur glace. Son père est français.

## Biographie
Il commence sa carrière dans l'équipe universitaire de Northern Michigan en NCAA en 1986. Il est choisi en 1987 au cours du repêchage d'entrée dans la Ligue nationale de hockey par les Bruins de Boston au 8e tour, en 224e position. Il n'a jamais disputé de match de LNH. En 1990, il rejoint Briançon en Ligue Magnus. La saison suivante, il signe aux Monarchs de Greensboro en ECHL. Après avoir joué une saison pour Valenciennes en Division 1, il pose ses valises à Rouen. En Normandie, LeMarque devient deux fois de suite champion de France. En 1995, il rejoint Brest ou il devient champion de France une troisième fois d'affilée. Il termine sa carrière de joueur chez les Glaciercats de l'Arkansas en 1999.
Le 6 février 2004, Éric LeMarque part seul faire du snowboard hors-piste et se perd dans la Sierra Nevada. Muni d'un téléphone portable en panne de batterie et avec dans ses poches une boîte d'allumettes mouillée, il survit pourtant pendant 8 jours jusqu'à ce qu'on le retrouve par des températures qui atteignant jusqu'à moins 10 degrés la nuit. Il a été amputé des deux pieds. En 2017, son histoire est racontée dans un film de Scott Waugh intitulé 6 Below: Miracle on the Mountain.

## Statistiques
Pour les significations des abréviations, voir Statistiques du hockey sur glace.
| Saison    | Équipe                           | Ligue        |    | Saison régulière | Saison régulière | Saison régulière | Saison régulière | Saison régulière |   | Séries éliminatoires | Séries éliminatoires | Séries éliminatoires | Séries éliminatoires | Séries éliminatoires |
| Saison    | Équipe                           | Ligue        | PJ | B                | A                | Pts              | Pun              | PJ               | B | A                    | Pts                  | Pun                  |                      |                      |
| 1986-1987 | Wildcats de Northern Michigan    | NCAA         | 38 | 5                | 12               | 17               | 49               |                  |   |                      |                      |                      |                      |                      |
| 1987-1988 | Wildcats de Northern Michigan    | NCAA         | 39 | 8                | 22               | 30               | 54               |                  |   |                      |                      |                      |                      |                      |
| 1988-1989 | Wildcats de Northern Michigan    | NCAA         | 43 | 20               | 17               | 37               | 40               |                  |   |                      |                      |                      |                      |                      |
| 1989-1990 | Wildcats de Northern Michigan    | NCAA         | 40 | 17               | 32               | 49               | 45               |                  |   |                      |                      |                      |                      |                      |
| 1990-1991 | Briançon                         | Ligue Magnus | 21 | 6                | 13               | 19               | 38               | 7                | 6 | 5                    | 1                    | 8                    |                      |                      |
| 1991-1992 | Monarchs de Greensboro           | ECHL         | 55 | 29               | 37               | 66               | 110              | 3                | 0 | 0                    | 0                    | 8                    |                      |                      |
| 1992-1993 | Valenciennes Hainaut Hockey Club | Division 1   | 19 | 16               | 18               | 34               | 64               |                  |   |                      |                      |                      |                      |                      |
| 1993-1994 | Rouen                            | Ligue Magnus | 14 | 11               | 17               | 28               | 32               | 4                | 1 | 2                    | 3                    | 8                    |                      |                      |
| 1994-1995 | Rouen                            | Ligue Magnus | 23 | 4                | 11               | 15               | 61               | 7                | 5 | 2                    | 7                    | 10                   |                      |                      |
| 1995-1996 | Brest                            | Ligue Magnus | 11 | 8                | 1                | 9                | 20               |                  |   |                      |                      |                      |                      |                      |
| 1997-1998 | Pfaffenhofen EC                  | 2.Bundesliga | 13 | 6                | 11               | 17               | 32               |                  |   |                      |                      |                      |                      |                      |
| 1997-1998 | Glaciercats de l'Arkansas        | WPHL         | 12 | 3                | 5                | 8                | 2                |                  |   |                      |                      |                      |                      |                      |

## En équipe nationale
Il a représenté l'Équipe de France de hockey sur glace aux championnats du monde en 1994 et 1995. Il a participé aux Jeux olympiques d'hiver de 1994.